# Lista planetelor minore/18701–18800
Aceasta este Lista planetelor minore/18701–18800; pentru a naviga prin lista completă vezi Lista planetelor minore.
Pentru ale detalii vezi și Proiect:Astronomie sau Portal:Astronomie.
| Nume               | Denumire provizorie | Data descoperirii  | Locul descoperirii     | Descoperitor(i)                         |
| ------------------ | ------------------- | ------------------ | ---------------------- | --------------------------------------- |
| 18701 -            | 1998 HB57           | 21 aprilie 1998    | Socorro                | LINEAR                                  |
| 18702 Sadowski     | 1998 HG68           | 21 aprilie 1998    | Socorro                | LINEAR                                  |
| 18703 -            | 1998 HN68           | 21 aprilie 1998    | Socorro                | LINEAR                                  |
| 18704 Brychristian | 1998 HF87           | 21 aprilie 1998    | Socorro                | LINEAR                                  |
| 18705 -            | 1998 HX88           | 21 aprilie 1998    | Socorro                | LINEAR                                  |
| 18706 -            | 1998 HV93           | 21 aprilie 1998    | Socorro                | LINEAR                                  |
| 18707 Annchi       | 1998 HO96           | 21 aprilie 1998    | Socorro                | LINEAR                                  |
| 18708 Danielappel  | 1998 HT97           | 21 aprilie 1998    | Socorro                | LINEAR                                  |
| 18709 Laurawong    | 1998 HE99           | 21 aprilie 1998    | Socorro                | LINEAR                                  |
| 18710 -            | 1998 HF100          | 21 aprilie 1998    | Socorro                | LINEAR                                  |
| 18711 -            | 1998 HL100          | 21 aprilie 1998    | Socorro                | LINEAR                                  |
| 18712 -            | 1998 HN108          | 23 aprilie 1998    | Socorro                | LINEAR                                  |
| 18713 -            | 1998 HM114          | 23 aprilie 1998    | Socorro                | LINEAR                                  |
| 18714 -            | 1998 HQ114          | 23 aprilie 1998    | Socorro                | LINEAR                                  |
| 18715 -            | 1998 HE121          | 23 aprilie 1998    | Socorro                | LINEAR                                  |
| 18716 -            | 1998 HV121          | 23 aprilie 1998    | Socorro                | LINEAR                                  |
| 18717 -            | 1998 HZ127          | 18 aprilie 1998    | Socorro                | LINEAR                                  |
| 18718 -            | 1998 HJ128          | 19 aprilie 1998    | Socorro                | LINEAR                                  |
| 18719 -            | 1998 HH138          | 21 aprilie 1998    | Socorro                | LINEAR                                  |
| 18720 Jerryguo     | 1998 HP145          | 21 aprilie 1998    | Socorro                | LINEAR                                  |
| 18721 -            | 1998 HC146          | 21 aprilie 1998    | Socorro                | LINEAR                                  |
| 18722 -            | 1998 HF148          | 25 aprilie 1998    | La Silla               | E. W. Elst                              |
| 18723 -            | 1998 JO1            | 1 mai 1998         | Haleakala              | NEAT                                    |
| 18724 -            | 1998 JV1            | 1 mai 1998         | Haleakala              | NEAT                                    |
| 18725 Atacama      | 1998 JL3            | 2 mai 1998         | Caussols               | ODAS⁠(d)                                 |
| 18726 -            | 1998 KC2            | 22 mai 1998        | Socorro                | LINEAR                                  |
| 18727 Peacock      | 1998 KW3            | 22 mai 1998        | Anderson Mesa          | LONEOS                                  |
| 18728 -            | 1998 KZ3            | 22 mai 1998        | Anderson Mesa          | LONEOS                                  |
| 18729 Potentino    | 1998 KJ4            | 22 mai 1998        | Anderson Mesa          | LONEOS                                  |
| 18730 -            | 1998 KV7            | 23 mai 1998        | Anderson Mesa          | LONEOS                                  |
| 18731 Vilʹbakirov  | 1998 KW7            | 23 mai 1998        | Anderson Mesa          | LONEOS                                  |
| 18732 -            | 1998 KP19           | 22 mai 1998        | Socorro                | LINEAR                                  |
| 18733 -            | 1998 KV31           | 22 mai 1998        | Socorro                | LINEAR                                  |
| 18734 Darboux      | 1998 MY1            | 20 iunie 1998      | Prescott⁠(d)            | P. G. Comba⁠(d)                          |
| 18735 Chubko       | 1998 MH46           | 23 iunie 1998      | Anderson Mesa          | LONEOS                                  |
| 18736 -            | 1998 NU             | 2 iulie 1998       | Kitt Peak              | Spacewatch                              |
| 18737 Aliciaworley | 1998 QP79           | 24 august 1998     | Socorro                | LINEAR                                  |
| 18738 -            | 1998 SN22           | 23 septembrie 1998 | Višnjan Observatory⁠(d) | Višnjan Observatory⁠(d)                  |
| 18739 Larryhu      | 1998 SH79           | 26 septembrie 1998 | Socorro                | LINEAR                                  |
| 18740 -            | 1998 VH31           | 14 noiembrie 1998  | Oizumi                 | T. Kobayashi                            |
| 18741              | 1998 WB6            | 18 noiembrie 1998  | Kushiro                | S. Ueda⁠(d), H. Kaneda⁠(d)                |
| 18742 -            | 1998 XX30           | 14 decembrie 1998  | Socorro                | LINEAR                                  |
| 18743 -            | 1998 YD5            | 18 decembrie 1998  | Caussols               | ODAS⁠(d)                                 |
| 18744 -            | 1999 AU             | 7 ianuarie 1999    | Oizumi                 | T. Kobayashi                            |
| 18745 San Pedro    | 1999 BJ14           | 23 ianuarie 1999   | Caussols               | ODAS⁠(d)                                 |
| 18746 -            | 1999 FT20           | 19 martie 1999     | Kitt Peak              | Spacewatch                              |
| 18747 Lexcen       | 1999 FN21           | 26 martie 1999     | Reedy Creek            | J. Broughton⁠(d)                         |
| 18748 -            | 1999 GV             | 5 aprilie 1999     | Višnjan Observatory⁠(d) | K. Korlević                             |
| 18749 Ayyubguliev  | 1999 GA8            | 9 aprilie 1999     | Anderson Mesa          | LONEOS                                  |
| 18750 Leonidakimov | 1999 GA9            | 10 aprilie 1999    | Anderson Mesa          | LONEOS                                  |
| 18751 Yualexandrov | 1999 GO9            | 15 aprilie 1999    | Anderson Mesa          | LONEOS                                  |
| 18752 -            | 1999 GZ16           | 15 aprilie 1999    | Socorro                | LINEAR                                  |
| 18753 -            | 1999 GE17           | 15 aprilie 1999    | Socorro                | LINEAR                                  |
| 18754 -            | 1999 GL21           | 15 aprilie 1999    | Socorro                | LINEAR                                  |
| 18755 Meduna       | 1999 GS21           | 15 aprilie 1999    | Socorro                | LINEAR                                  |
| 18756 -            | 1999 GY34           | 6 aprilie 1999     | Socorro                | LINEAR                                  |
| 18757 -            | 1999 HT             | 18 aprilie 1999    | Woomera⁠(d)             | F. B. Zoltowski⁠(d)                      |
| 18758 -            | 1999 HD2            | 19 aprilie 1999    | Višnjan Observatory⁠(d) | K. Korlević, M. Jurić⁠(d)                |
| 18759 -            | 1999 HO2            | 20 aprilie 1999    | Valinhos               | P. R. Holvorcem⁠(d)                      |
| 18760 -            | 1999 HY7            | 19 aprilie 1999    | Kitt Peak              | Spacewatch                              |
| 18761 -            | 1999 HA8            | 20 aprilie 1999    | Kitt Peak              | Spacewatch                              |
| 18762 -            | 1999 HC9            | 17 aprilie 1999    | Socorro                | LINEAR                                  |
| 18763              | 1999 JV2            | 8 mai 1999         | Xinglong⁠(d)            | Beijing Schmidt CCD Asteroid Program⁠(d) |
| 18764 -            | 1999 JA12           | 13 mai 1999        | Socorro                | LINEAR                                  |
| 18765 -            | 1999 JN17           | 14 mai 1999        | Socorro                | LINEAR                                  |
| 18766 Broderick    | 1999 JA22           | 10 mai 1999        | Socorro                | LINEAR                                  |
| 18767 -            | 1999 JD22           | 10 mai 1999        | Socorro                | LINEAR                                  |
| 18768 Sarahbates   | 1999 JE22           | 10 mai 1999        | Socorro                | LINEAR                                  |
| 18769 -            | 1999 JS24           | 10 mai 1999        | Socorro                | LINEAR                                  |
| 18770 Yingqiuqilei | 1999 JN25           | 10 mai 1999        | Socorro                | LINEAR                                  |
| 18771 Sisiliang    | 1999 JA26           | 10 mai 1999        | Socorro                | LINEAR                                  |
| 18772 -            | 1999 JR34           | 10 mai 1999        | Socorro                | LINEAR                                  |
| 18773 Bredehoft    | 1999 JY36           | 10 mai 1999        | Socorro                | LINEAR                                  |
| 18774 Lavanture    | 1999 JT38           | 10 mai 1999        | Socorro                | LINEAR                                  |
| 18775 Donaldeng    | 1999 JD39           | 10 mai 1999        | Socorro                | LINEAR                                  |
| 18776 Coulter      | 1999 JP39           | 10 mai 1999        | Socorro                | LINEAR                                  |
| 18777 Hobson       | 1999 JA41           | 10 mai 1999        | Socorro                | LINEAR                                  |
| 18778 -            | 1999 JW43           | 10 mai 1999        | Socorro                | LINEAR                                  |
| 18779 Hattyhong    | 1999 JN44           | 10 mai 1999        | Socorro                | LINEAR                                  |
| 18780 Kuncham      | 1999 JY44           | 10 mai 1999        | Socorro                | LINEAR                                  |
| 18781 Indaram      | 1999 JH45           | 10 mai 1999        | Socorro                | LINEAR                                  |
| 18782 Joanrho      | 1999 JJ46           | 10 mai 1999        | Socorro                | LINEAR                                  |
| 18783 Sychamberlin | 1999 JL47           | 10 mai 1999        | Socorro                | LINEAR                                  |
| 18784 -            | 1999 JS47           | 10 mai 1999        | Socorro                | LINEAR                                  |
| 18785 Betsywelsh   | 1999 JV48           | 10 mai 1999        | Socorro                | LINEAR                                  |
| 18786 Tyjorgenson  | 1999 JS53           | 10 mai 1999        | Socorro                | LINEAR                                  |
| 18787 Kathermann   | 1999 JV53           | 10 mai 1999        | Socorro                | LINEAR                                  |
| 18788 Carriemiller | 1999 JX53           | 10 mai 1999        | Socorro                | LINEAR                                  |
| 18789 Metzger      | 1999 JV56           | 10 mai 1999        | Socorro                | LINEAR                                  |
| 18790 Ericaburden  | 1999 JG57           | 10 mai 1999        | Socorro                | LINEAR                                  |
| 18791 -            | 1999 JF58           | 10 mai 1999        | Socorro                | LINEAR                                  |
| 18792 -            | 1999 JL60           | 10 mai 1999        | Socorro                | LINEAR                                  |
| 18793 -            | 1999 JW60           | 10 mai 1999        | Socorro                | LINEAR                                  |
| 18794 Kianafrank   | 1999 JG62           | 10 mai 1999        | Socorro                | LINEAR                                  |
| 18795 -            | 1999 JT63           | 10 mai 1999        | Socorro                | LINEAR                                  |
| 18796 Acosta       | 1999 JH64           | 10 mai 1999        | Socorro                | LINEAR                                  |
| 18797 -            | 1999 JT64           | 10 mai 1999        | Socorro                | LINEAR                                  |
| 18798 -            | 1999 JG65           | 12 mai 1999        | Socorro                | LINEAR                                  |
| 18799 -            | 1999 JZ73           | 12 mai 1999        | Socorro                | LINEAR                                  |
| 18800 Terresadodge | 1999 JL76           | 10 mai 1999        | Socorro                | LINEAR                                  |